# Juan de Ciórraga
Juan de Ciórraga y Fernández de la Bastida (Vitoria, 1836 - La Coruña, 1931) fue un arquitecto español.

## Biografía
Ciórraga fue arquitecto municipal de La Coruña a partir de 1864, hasta su renuncia en julio de 1890. Considerado dentro del movimiento arquitectónico ecléctico, durante este período construyó la Plaza de María Pita donde introdujo cambios en el diseño de edificios. En 1876 consiguió la aprobación de las primeras normas sobre la construcción de las galerías que diseño en el Ensanche de la ciudad. Además del Ensanche y la Plaza de María Pita, Ciórraga realizó, entre otras, la nueva fachada de la Colegiata de Santa María del Campo, en la que retiró añadidos y restos de otras restauraciones, y la amplió notablemente; construyó la Plaza de toros de La Coruña (1884–1885); también restauró la escalinata de la Iglesia de Santiago y la fachada posterior del palacio del Marqués de San Martín de Hombreiro, todas ellas en la Ciudad vieja de La Coruña.